# Primera División de Chipre 2025-26
La Primera División de Chipre 2025-26 será la 87.ª edición de la Primera División de Chipre, el máximo evento del fútbol profesional. La temporada comenzará el 23 de agosto de 2025 y terminará en mayo de 2026.
El Pafos es el campeón defensor de la competición tras ganar su primer título la temporada anterior.

## Sistema de competición
Los catorce equipos participantes jugarán entre sí todos contra todos dos veces totalizando 26 partidos cada uno, al término de la fecha 26 los seis primeros clasificados pasarán a integrar el Grupo campeonato, los ocho últimos clasificados integrarán el Grupo descenso.
El primer clasificado del grupo campeonato obtendrá un cupo para la segunda ronda de clasificación de la Liga de Campeones 2026-27, el segundo y el tercer clasificadon tendrán plazas para la segunda ronda de la a Liga Conferencia 2026-27; por otro lado los tres últimos clasificados del grupo descenso serán relegados a la Segunda División de Chipre 2025-26.
Un cupo para la primera ronda de la Liga Europa 2026-27 será asignado al campeón de la Copa de Chipre.

## Ascensos y descensos
| Pos. | de la Primera División de Chipre 2024-25 |
| ---- | ---------------------------------------- |
| 12.º | Karmiotissa Polemidion                   |
| 13.º | Nea Salamina Famagusta                   |
| 14.º | PAC Omonia 29M                           |

| Pos. | de Segunda División de Chipre 2024-25 |
| ---- | ------------------------------------- |
| 1.º  | Krasava Ypsonas                       |
| 2.º  | Olympiakos Nicosia                    |
| 3.º  | Akritas Chlorakas                     |

## Equipos participantes
| Club                  | Ciudad    | Estadio                      | Capacidad |
| --------------------- | --------- | ---------------------------- | --------- |
| AEK Larnaca           | Larnaca   | AEK Arena                    | 7.400     |
| AEL Limassol          | Limassol  | Estadio Tsirio               | 13.331    |
| Akritas Chlorakas     | Chloraka  | Estadio Dimotiko Chlorakas   | 3.500     |
| Anorthosis Famagusta  | Larnaca   | Estadio Antonis Papadopoulos | 10.230    |
| APOEL Nicosia         | Nicosia   | Estadio GSP                  | 22.859    |
| Apollon Limassol      | Limassol  | Estadio Tsirio               | 13.331    |
| Aris Limassol         | Limassol  | Estadio Tsirio               | 13.331    |
| Enosis Neon Paralimni | Paralimni | Estadio Paralimni            | 5.800     |
| Ethnikos Achnas       | Achna     | Estadio Dasaki               | 7.200     |
| Krasava Ypsonas       | Ypsonas   | Stelios Chari Stadium        | 2.000     |
| Olympiakos Nicosia    | Nicosia   | Estadio GSP                  | 22.859    |
| Omonia Aradippou      | Aradippou | Estadio Antonis Papadopoulos | 10.230    |
| Omonia Nicosia        | Nicosia   | Estadio GSP                  | 22.859    |
| Pafos                 | Pafos     | Estadio Pafiako              | 9.394     |

## Fase regular

### Tabla de posiciones
| Pos. | Equipo                | Pts. | PJ | G | E | P | GF | GC | Dif. | Clasificación 2025-26 |
| ---- | --------------------- | ---- | -- | - | - | - | -- | -- | ---- | --------------------- |
| 1    | AEK Larnaca           | 0    | 0  | 0 | 0 | 0 | 0  | 0  | 0    | Grupo Campeonato      |
| 2    | AEL Limassol          | 0    | 0  | 0 | 0 | 0 | 0  | 0  | 0    | Grupo Campeonato      |
| 3    | Akritas Chlorakas     | 0    | 0  | 0 | 0 | 0 | 0  | 0  | 0    | Grupo Campeonato      |
| 4    | Anorthosis Famagusta  | 0    | 0  | 0 | 0 | 0 | 0  | 0  | 0    | Grupo Campeonato      |
| 5    | APOEL Nicosia         | 0    | 0  | 0 | 0 | 0 | 0  | 0  | 0    | Grupo Campeonato      |
| 6    | Apollon Limassol      | 0    | 0  | 0 | 0 | 0 | 0  | 0  | 0    | Grupo Campeonato      |
| 7    | Aris Limassol         | 0    | 0  | 0 | 0 | 0 | 0  | 0  | 0    | Grupo Descenso        |
| 8    | Enosis Neon Paralimni | 0    | 0  | 0 | 0 | 0 | 0  | 0  | 0    | Grupo Descenso        |
| 9    | Ethnikos Achnas       | 0    | 0  | 0 | 0 | 0 | 0  | 0  | 0    | Grupo Descenso        |
| 10   | Krasava Ypsonas       | 0    | 0  | 0 | 0 | 0 | 0  | 0  | 0    | Grupo Descenso        |
| 11   | Olympiakos Nicosia    | 0    | 0  | 0 | 0 | 0 | 0  | 0  | 0    | Grupo Descenso        |
| 12   | Omonia Aradippou      | 0    | 0  | 0 | 0 | 0 | 0  | 0  | 0    | Grupo Descenso        |
| 13   | Omonia Nicosia        | 0    | 0  | 0 | 0 | 0 | 0  | 0  | 0    | Grupo Descenso        |
| 14   | Pafos                 | 0    | 0  | 0 | 0 | 0 | 0  | 0  | 0    | Grupo Descenso        |

Actualizado a los partidos jugados el 23 de agosto de 2025.
 Fuente: Soccerway

### Resultados
| Local \ Visitante     | AEK | AEL | AKR | ANO | APO | APL | ARI | ENO | ETH | KYP | OLY | OAR | OMO | PAF |
| --------------------- | --- | --- | --- | --- | --- | --- | --- | --- | --- | --- | --- | --- | --- | --- |
| AEK Larnaca           | —   |     |     |     |     |     |     |     |     |     |     |     |     |     |
| AEL Limassol          |     | —   |     |     |     |     |     |     |     |     |     |     |     |     |
| Akritas Chlorakas     |     |     | —   |     |     |     |     |     |     |     |     |     |     |     |
| Anorthosis Famagusta  |     |     |     | —   |     |     |     |     |     |     |     |     |     |     |
| APOEL Nicosia         |     |     |     |     | —   |     |     |     |     |     |     |     | a   |     |
| Apollon Limassol      |     |     |     |     |     | —   |     |     |     |     |     |     |     |     |
| Aris Limassol         |     |     |     |     |     |     | —   |     |     |     |     |     |     |     |
| Enosis Neon Paralimni |     |     |     |     |     |     |     | —   |     |     |     |     |     |     |
| Ethnikos Achnas       |     |     |     |     |     |     |     |     | —   |     |     |     |     |     |
| Krasava Ypsonas       |     |     |     |     |     |     |     |     |     | —   |     |     |     |     |
| Olympiakos Nicosia    |     |     |     |     |     |     |     |     |     |     | —   |     |     |     |
| Omonia Aradippou      |     |     |     |     |     |     |     |     |     |     |     | —   |     |     |
| Omonia Nicosia        |     |     |     |     | a   |     |     |     |     |     |     |     | —   |     |
| Pafos                 |     |     |     |     |     |     |     |     |     |     |     |     |     | —   |